# 소 요시아키라

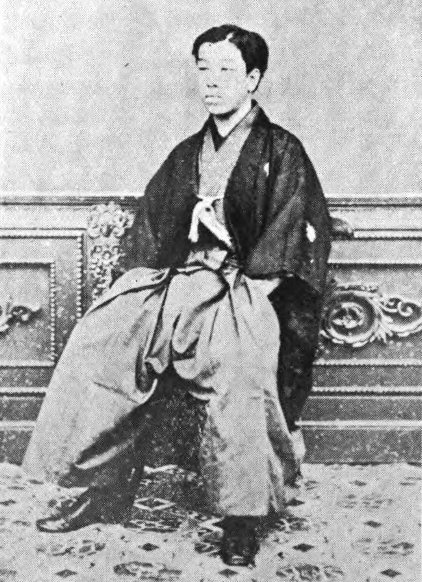
소 요시아키라의 모습.

소 요시아키라(일본어: 宗 義達 そう よしあきら[*], 1847년 12월 13일 ~ 1902년 5월 25일)는 쓰시마 후추 번의 마지막(제 16대) 번주이다.

## 생애
고카(弘化) 4년(1847년) 11월 6일에 쓰시마 후추번 15대 번주 소 요시요리(義和)의 셋째 아들로 태어났다. 애초에 요시요리의 뒤를 이을 세자(世子)로 지명되기는 했지만 나중에 측실 소생의 아들(요시아키라의 이복 형) 가즈치요(勝千代)를 총애한 요시요리는 요시아키라 대신 그를 세자로 삼고자 했고 이때문에 요시아키라는 폐적(廃嫡)되지만, 안세이(安政) 6년(1859년) 가즈치요가 죽고, 이듬해인 만엔(万延) 원년(1860년)에는 요시요리의 측실마저 쫓겨나면서 요시아키라는 세자 지위를 회복하였다. 분큐(文久) 2년(1862년) 12월 25일 요시요리가 물러나 은거하면서, 가독(家督)을 이어받고 쓰시마 후추번의 16대 번주가 되었다.
겐지(元治) 원년(1864년) 막부의 제1차 조슈 정벌(長州征伐)에서 조슈번(長州藩)이 패주하고 요시아키라의 외삼촌 가쓰이 고하치로(勝井五八郎)가 좌막파인 보수속론당(保守俗論党)과 함께 쿠데타를 일으켰고, 번을 주도하던 존왕양이파인 의당(義党)의 가로(家老) 오우라 교노스케(大浦教之助) 등 100여 명이 처형되었다. 그러나 게이오(慶応) 원년(1865년) 가쓰이 등 보수속론당도 의당 잔당의 반격을 받아 암살당하는 등 번의 정치는 혼란스러웠고, 아직 젊은 나이에 경험도 많지 않았던 새 번주는 이러한 혼란상을 수습할 능력이 되지 못했다. 정치적인 면에서도 생산방(生産方)을 설치해 무역품 판매를 행했지만 실패하고, 여기에 해상 방비 비용 팽창이나 계획성 없는 돈 끌어오기로 번의 재정은 파탄났다.
게이오 4년(1868년)의 보신전쟁(戊辰戦争)에서는 신정부를 도와 오사카(大坂)까지 군을 파견하였다. 1869년(메이지 2년) 6월 판적봉환(版籍奉還)으로 쓰시마 후추번의 중심지 후추(府中)는 이즈하라(厳原)라는 이름으로 바뀌어, 옛 번주 요시아키라가 번지사(藩知事)로 임명되어 조선과의 교섭을 맡았다. 한국의 《승정원일기》(承政院日記)에 따르면 당시 쓰시마 번지사가 된 요시아키라는 조선에 서계를 보내면서 지금까지 써오던 조선으로부터 받은 도장이 아닌 신정부로부터 받은 도장을 사용하였고, 자신의 직함을 대마도주(對馬島主) 좌근위소장 평조신의달(平朝臣義達)으로 써서 보냈으며, 조선측에 대한 호칭 역시 대인(大人)이 아닌 공(公)으로 바뀌었다. 이러한 일본측의 서계를 받아본 동래부사 정현덕(鄭顯德)은 국서에서 기존의 '일본국대군'이나 '일본국왕'이 아닌 '천황'(天皇)을 칭하고 있는 것과 관직의 명칭이 이전과 다름을 보고 놀라 조정에 보고하여 서계를 수정하게 했다고 한다.
메이지 유신(明治維新) 뒤인 1869년에 요시아키라는 소 씨 집안의 초대 당주였던 시게히사(重尚)의 이름을 따서 자신의 이름을 시게마사(重正)로 개명하였다. 1871년(메이지 4년) 7월, 폐번치현(廃藩置県)에 따라 번지사에서 물러났고, 이후 외무대승(外務大丞)으로 임명된다.
1884년(메이지 17년) 7월 신정부로부터 백작(伯爵)의 작위를 받았는데, 1890년(메이지 23년) 2월, 산조 사네토미(三条実美)에게 후작(侯爵)으로 승진시켜줄 것을 요청하는데, 여기서 소 씨는 국주급 다이묘였다는 점 등이 그 근거로 제시되었다. 그러나 쓰시마 소 씨의 고쿠타카는 자작에 해당하는 것이었고, 과거 쓰시마가 맡아왔던 조선과의 외교 역할을 감안하여 백작의 작위가 주어진 것이었다. 때문에 소 요시아키라의 이러한 요청은 수용되지 않았다.
1887년(메이지 20년) 12월 26일 정4위가, 이듬해 12월 16일에는 종3위 관위가 주어졌다.
1902년(메이지 35년) 5월 25일 사망하였다. 향년 56세.